# Campeonato Argentino de Futebol de 2023 – Primeira Divisão
A Primeira Divisão do Campeonato Argentino de Futebol de 2023, também conhecida como Primera División Argentina 2023 ou Liga Profesional 2023 (oficialmente como Torneo "Binance" 2023 por conta do patrocínio da corretora de criptomoedas Binance), foi a 94.ª temporada e 138.ª edição da principal divisão profissional do futebol argentino. Foi o terceiro organizado pela Liga Profissional de Futebol (Liga Profesional de Fútbol), órgão interno da Associação do Futebol Argentino (AFA).
Começou em 27 de janeiro e terminará em 30 de julho. O calendário de jogos foi sorteado em 3 de novembro de 2022. Vinte e oito equipes competiram na liga: vinte e seis que permanceram da temporada 2022, bem como duas equipes promovidas da Primera Nacional de 2022, são elas, Belgrano e Instituto.
O River Plate venceu o Estudiantes por 3–1, na noite de 15 de julho de 2023, no estádio Monumental de Nuñez, e conquistou o título do Campeonato Argentino. Com a vitória, a equipe comandada por Martín Demichelis chegou aos 57 pontos e garantiu o seu 38º título do Campeonato Argentino da sua história. Os Millonarios — apelido do clube — abrem vantagem de três troféus sobre o Boca Juniors, segundo maior campeão nacional, que foi campeão em 35 oportunidades.
Com o título, o River Plate se classificou para a Taça Libertadores de 2024, assim como, também disputará a Supercopa da Argentina de 2023 e o Troféu dos Campeões de 2023.

## Regulamento
A Liga Profissional será disputada por vinte e oito clubes em fase única de pontos corridos. Todos os times jogam entre si uma única vez, num total de 27 rodadas. Será declarado campeão argentino o time que obtiver o maior número de pontos ao final da fase única. O campeão se classificará para a Taça Libertadores de 2024. As demais vagas paras as competições internacionais será determinada por uma classificação geral confeccionada com resultados da fase de pontos corridos da Liga Profissional de 2023 como da Copa da Liga Profissional de 2023.
Além disso, serão rebaixados três times para a Primera Nacional. Os dois piores times com base na média de pontos ("promédios") acumulada por partida nas últimas três temporadas, incluída a atual, além dos jogos da Copa da Liga Profissional de 2023 (exceto a fase do "mata-mata"), que ocorrerá de 20 de agosto a 16 de dezembro. O terceiro rebaixado será o último colocado da classificação geral da temporada de 2023.

### Critérios de desempate
- Em caso de empate em pontos entre duas equipes na primeira colocação, terá um jogo extra;[11]
- Se houver mais de duas equipes empatadas em pontos:

1. Saldo de gols;
2. Gols marcados;
3. Confronto direto;
4. Jogo extra, no caso de duas equipes ainda estarem empatadas em primeiro lugar;
5. Sorteio.

### Vagas em outras competições
O Campeonato Argentino concede quatro vagas para a Copa Libertadores da América de 2024 e seis para a Copa Sul-Americana de 2024, divididas da seguinte forma:
| Posição | Qualificação para                                               |
| ------- | --------------------------------------------------------------- |
| 1 – 3   | Fase de grupos da Copa Libertadores da América de 2024          |
| 4       | 2ª fase de qualificação da Copa Libertadores da América de 2024 |
| 5 – 10  | Fase de grupos da Copa Sul-Americana de 2024                    |

## Participantes
Vinte e oito equipes participam do campeonato – as vinte e seis equipes da temporada anterior e as duas equipes promovidas da Segunda Divisão (Belgrano e Instituto).

### Ascensos e descensos
| Clube     | Promovido como                   |
| --------- | -------------------------------- |
| Belgrano  | Campeão da Primera Nacional 2022 |
| Instituto | Vencendor do Torneo Reducido     |

| Clube     | Rebaixado como          |
| --------- | ----------------------- |
| Patronato | 27º no promédio de 2022 |
| Aldosivi  | 28º no promédio de 2022 |

### Informações dos clubes
| Equipe             | Cidade                | Província           | Estádio (mando)                     | Capacidade | Títulos (último)   |
| ------------------ | --------------------- | ------------------- | ----------------------------------- | ---------- | ------------------ |
| Argentinos Juniors | Buenos Aires          | Capital Federal     | Diego Armando Maradona              | 24 000     | 3 (2010–C)         |
| Arsenal            | Sarandí               | Buenos Aires        | Julio Humberto Grondona             | 16 000     | 1 (em 2012–C)      |
| Atlético Tucumán   | San Miguel de Tucumán | Tucumán             | Monumental José Fierro              | 35 200     | 0 (nenhum)         |
| Banfield           | Banfield              | Buenos Aires        | Florencio Sola                      | 34 901     | 1 (em 2009–A)      |
| Barracas Central   | Buenos Aires          | Capital Federal     | Claudio Chiqui Tapia                | 4 400      | 0 (nenhum)         |
| Belgrano           | Córdoba               | Córdoba             | Gigante de Alberdi                  | 30 500     | 0 (nenhum)         |
| Boca Juniors       | Buenos Aires          | Capital Federal     | Alberto Jacinto Armando             | 49 000     | 35 (Atual campeão) |
| Central Córdoba    | Santiago del Estero   | Santiago del Estero | Alfredo Terrera                     | 16 000     | 0 (nenhum)         |
| Colón              | Santa Fé              | Santa Fé            | Brigadier General Estanislao López  | 32 000     | 0 (nenhum)         |
| Defensa y Justicia | Florencio Varela      | Buenos Aires        | Norberto Tomaghello                 | 20 000     | 0 (nenhum)         |
| Estudiantes        | La Plata              | Buenos Aires        | Jorge Luis Hirschi                  | 30 108     | 6 (2010–A)         |
| Gimnasia y Esgrima | La Plata              | Buenos Aires        | Juan Carmelo Zerillo                | 21 500     | 1 (em 1929)        |
| Godoy Cruz         | Godoy Cruz            | Mendoza             | Malvinas Argentinas                 | 42 000     | 0 (nenhum)         |
| Huracán            | Buenos Aires          | Capital Federal     | Tomás Adolfo Ducó                   | 48 314     | 5 (1973)           |
| Independiente      | Avellaneda            | Buenos Aires        | Libertadores de América             | 42 069     | 16 (2002)          |
| Instituto          | Córdoba               | Córdoba             | Estadio Juan Domingo Perón          | 26 000     | 0 (nenhum)         |
| Lanús              | Lanús                 | Buenos Aires        | Ciudad de Lanús - Nestor Díaz Pérez | 46 619     | 2 (2016)           |
| Newell's Old Boys  | Rosário               | Santa Fé            | Marcelo Bielsa                      | 42 000     | 6 (2013–F)         |
| Platense           | Vicente López         | Buenos Aires        | Ciudad de Vicente López             | 32 000     | 0 (nenhum)         |
| Racing             | Avellaneda            | Buenos Aires        | Presidente Perón                    | 51 000     | 18 (2018–19)       |
| River Plate        | Buenos Aires          | Capital Federal     | Antonio Vespucio Liberti            | 66 269     | 37 (2021)          |
| Rosário Central    | Rosário               | Santa Fé            | Dr. Lisandro de la Torre            | 41 465     | 4 (1986–87)        |
| San Lorenzo        | Buenos Aires          | Capital Federal     | Pedro Bidegain                      | 47 964     | 15 (2013–A)        |
| Sarmiento          | Junín                 | Buenos Aires        | Eva Perón                           | 22 000     | 0 (nenhum)         |
| Talleres           | Córdoba               | Córdoba             | Mario Alberto Kempes                | 57 000     | 0 (nenhum)         |
| Tigre              | Buenos Aires          | Capital Federal     | Coliseo de Victoria                 | 28 684     | 0 (nenhum)         |
| Unión              | Santa Fé              | Santa Fé            | 15 de Abril                         | 26 000     | 0 (nenhum)         |
| Vélez Sarsfield    | Buenos Aires          | Capital Federal     | José Amalfitani                     | 49 540     | 10 (2012–13)       |

## Classificação
| Pos | Equipe             | Pts | J  | V  | E  | D  | GP | GC | SG  | Classificação                            |
| --- | ------------------ | --- | -- | -- | -- | -- | -- | -- | --- | ---------------------------------------- |
| 1   | River Plate        | 61  | 27 | 19 | 4  | 4  | 50 | 20 | +30 | Fase de Grupos da Copa Libertadores 2024 |
| 2   | Talleres           | 50  | 27 | 14 | 8  | 5  | 42 | 23 | +19 |                                          |
| 3   | San Lorenzo        | 46  | 27 | 12 | 10 | 5  | 23 | 13 | +10 |                                          |
| 4   | Lanús              | 45  | 27 | 12 | 9  | 6  | 38 | 27 | +11 |                                          |
| 5   | Estudiantes        | 45  | 27 | 12 | 9  | 6  | 35 | 24 | +11 |                                          |
| 6   | Defensa y Justicia | 44  | 27 | 12 | 8  | 7  | 36 | 23 | +13 |                                          |
| 7   | Boca Juniors       | 44  | 27 | 13 | 5  | 9  | 33 | 24 | +9  |                                          |
| 8   | Rosário Central    | 42  | 27 | 10 | 12 | 5  | 36 | 29 | +7  |                                          |
| 9   | Godoy Cruz         | 41  | 27 | 11 | 8  | 8  | 37 | 32 | +5  |                                          |
| 10  | Argentinos Juniors | 40  | 27 | 11 | 7  | 9  | 31 | 22 | +9  |                                          |
| 11  | Atlético Tucumán   | 37  | 27 | 9  | 10 | 8  | 25 | 27 | −2  |                                          |
| 12  | Racing             | 36  | 27 | 9  | 9  | 9  | 36 | 35 | +1  |                                          |
| 13  | Belgrano           | 36  | 27 | 10 | 6  | 11 | 20 | 26 | −6  |                                          |
| 14  | Newell's Old Boys  | 35  | 27 | 8  | 11 | 8  | 24 | 24 | 0   |                                          |
| 15  | Barracas Central   | 35  | 27 | 8  | 11 | 8  | 25 | 30 | −5  |                                          |
| 16  | Tigre              | 34  | 27 | 9  | 7  | 11 | 27 | 29 | −2  |                                          |
| 17  | Platense           | 34  | 27 | 9  | 7  | 11 | 26 | 29 | −3  |                                          |
| 18  | Instituto          | 32  | 27 | 8  | 8  | 11 | 24 | 35 | −11 |                                          |
| 19  | Sarmiento          | 30  | 27 | 7  | 9  | 11 | 23 | 26 | −3  |                                          |
| 20  | Unión de Santa Fe  | 30  | 27 | 6  | 12 | 9  | 19 | 25 | −6  |                                          |
| 21  | Banfield           | 30  | 27 | 7  | 9  | 11 | 21 | 32 | −11 |                                          |
| 22  | Gimnasia y Esgrima | 30  | 27 | 7  | 9  | 11 | 24 | 38 | −14 |                                          |
| 23  | Central Córdoba    | 29  | 27 | 7  | 8  | 12 | 20 | 30 | −10 |                                          |
| 24  | Independiente      | 28  | 27 | 6  | 10 | 11 | 23 | 32 | −9  |                                          |
| 25  | Vélez Sarsfield    | 27  | 27 | 5  | 12 | 10 | 24 | 27 | −3  |                                          |
| 26  | Huracán            | 25  | 27 | 6  | 7  | 14 | 18 | 29 | −11 |                                          |
| 27  | Colón              | 25  | 27 | 4  | 13 | 10 | 20 | 33 | −13 |                                          |
| 28  | Arsenal de Sarandí | 22  | 27 | 6  | 4  | 17 | 18 | 34 | −16 |                                          |

### Desempenho por rodada
Clubes que lideraram o campeonato ao final de cada rodada:
|       | 1ª  | 2ª  | 3ª  | 4ª  | 5ª  | 6ª  | 7ª  | 8ª  | 9ª  | 10ª | 11ª | 12ª | 13ª | 14ª | 15ª | 16ª | 17ª | 18ª | 19ª | 20ª | 21ª | 22ª | 23ª | 24ª | 25ª | 26ª | 27ª |
| Geral | HUR | HUR | LAN | LAN | DYJ | DYJ | SLO | RIV | RIV | RIV | RIV | RIV | RIV | RIV | RIV | RIV | RIV | RIV | RIV | RIV | RIV | RIV | RIV | RIV | RIV | RIV | RIV |

Clubes que ficaram na última posição do campeonato ao final de cada rodada:
|       | 1ª  | 2ª  | 3ª  | 4ª  | 5ª  | 6ª  | 7ª  | 8ª  | 9ª  | 10ª | 11ª | 12ª | 13ª | 14ª | 15ª | 16ª | 17ª | 18ª | 19ª | 20ª | 21ª | 22ª | 23ª | 24ª | 25ª | 26ª | 27ª |
| Geral | CCO | GLP | COL | CCO | ATU | BAN | COL | COL | COL | UNI | UNI | UNI | UNI | UNI | UNI | UNI | UNI | ARS | ARS | ARS | ARS | ARS | ARS | ARS | ARS | ARS | ARS |

### Resultados
| Mandante \ Visitante | ARG | ARS | ATU | BAN | BAR | BEL | BOC | CCO | COL | DYJ | EST | GLP | GOD | HUR | IND | INS | LAN | NOB | PLA | RAC | RIV | ROS | SLO | SAR | TAL | TIG | UNI | VEL |
| -------------------- | --- | --- | --- | --- | --- | --- | --- | --- | --- | --- | --- | --- | --- | --- | --- | --- | --- | --- | --- | --- | --- | --- | --- | --- | --- | --- | --- | --- |
| Argentinos Juniors   | —   | 1–1 | —   | —   | —   | 3–0 | 0–1 | —   | 1–0 | 3–1 | 2–3 | 2–4 | 3–0 | —   | 2–2 | 0–0 | —   | —   | 1–0 | 1–0 | —   | —   | —   | —   | —   | —   | 5–1 | —   |
| Arsenal de Sarandí   | —   | —   | —   | —   | —   | 0–1 | 1–0 | —   | 2–0 | 1–2 | 1–1 | 0–1 | 2–3 | —   | 2–1 | 0–2 | —   | —   | 0–2 | 0–3 | —   | —   | —   | —   | —   | 2–0 | 2–1 | —   |
| Atlético Tucumán     | 1–2 | 1–0 | —   | 1–0 | 1–1 | —   | —   | —   | —   | —   | —   | 2–0 | 2–1 | —   | 1–0 | —   | —   | —   | —   | —   | 1–1 | 2–2 | 1–3 | —   | 0–2 | —   | 1–0 | 1–1 |
| Banfield             | 1–0 | 0–0 | —   | —   | 0–0 | —   | 1–0 | 1–0 | —   | 0–3 | —   | 0–0 | 2–0 | —   | 0–0 | —   | —   | —   | 0–2 | —   | 1–4 | 2–0 | 1–2 | —   | —   | —   | 0–0 | —   |
| Barracas Central     | 0–0 | 0–0 | —   | —   | —   | —   | 0–3 | 2–2 | —   | 0–2 | —   | 1–0 | 0–1 | —   | 1–1 | 3–0 | —   | —   | 1–0 | —   | 2–1 | 0–0 | 1–0 | —   | —   | —   | 1–1 | —   |
| Belgrano             | —   | —   | 1–0 | 3–1 | 0–2 | —   | —   | —   | —   | —   | —   | —   | —   | 2–0 | —   | —   | 0–0 | 1–0 | —   | —   | 2–1 | 0–0 | 0–1 | 0–0 | 1–1 | 0–2 | —   | 2–0 |
| Boca Juniors         | —   | —   | 1–0 | —   | —   | 2–0 | —   | 0–0 | 1–2 | 0–0 | 0–1 | —   | —   | 1–0 | —   | 2–3 | 1–1 | 2–1 | 3–1 | 3–1 | —   | —   | —   | 2–0 | —   | 1–0 | —   | —   |
| Central Córdoba      | 1–0 | 1–0 | 0–2 | —   | —   | 0–1 | —   | —   | —   | —   | —   | 0–0 | 0–2 | 2–0 | 0–1 | —   | 1–1 | 2–0 | —   | —   | 0–2 | —   | —   | 0–1 | —   | 2–0 | 0–1 | —   |
| Colón                | —   | —   | 0–0 | 2–0 | 1–1 | 0–0 | —   | 2–2 | —   | —   | 1–0 | —   | —   | 1–1 | —   | —   | 1–2 | 1–1 | —   | 0–4 | —   | —   | —   | 0–2 | 2–2 | 1–3 | —   | 2–1 |
| Defensa y Justicia   | —   | —   | 3–0 | —   | —   | 2–0 | —   | 1–2 | 2–0 | —   | 1–1 | —   | —   | 2–4 | —   | 1–0 | 2–2 | 1–0 | —   | 1–1 | —   | —   | —   | 3–0 | 1–1 | 1–0 | —   | 0–0 |
| Estudiantes          | —   | —   | 0–0 | 1–0 | 5–2 | 4–0 | —   | 1–1 | —   | —   | —   | —   | —   | 2–1 | —   | —   | 0–2 | 3–0 | —   | 0–0 | —   | —   | 1–1 | 1–1 | 1–0 | 1–2 | —   | 2–0 |
| Gimnasia y Esgrima   | —   | —   | —   | —   | —   | 0–2 | 1–3 | —   | 0–0 | 0–2 | 2–1 | —   | —   | 1–0 | 1–1 | 2–0 | 1–0 | —   | 1–1 | 3–1 | —   | —   | —   | 0–0 | —   | 1–1 | —   | —   |
| Godoy Cruz           | —   | —   | —   | —   | —   | 3–1 | 4–0 | —   | 1–0 | 2–2 | 0–1 | 2–0 | —   | —   | 2–1 | 4–2 | 4–4 | —   | 2–1 | 2–0 | —   | —   | —   | —   | —   | 1–1 | 0–0 | —   |
| Huracán              | 0–0 | 2–1 | 0–1 | 3–2 | 2–0 | —   | —   | —   | —   | —   | —   | —   | 0–0 | —   | —   | —   | —   | 1–1 | —   | —   | 0–3 | 0–2 | 1–1 | —   | 0–1 | —   | 0–1 | 1–0 |
| Independiente        | —   | —   | —   | —   | —   | 2–0 | 0–2 | —   | 2–2 | 0–2 | 1–2 | —   | —   | 1–0 | —   | 2–2 | 1–1 | 0–2 | 1–2 | 1–1 | —   | —   | —   | 2–0 | —   | 2–1 | —   | —   |
| Instituto            | —   | —   | 1–1 | 1–1 | —   | 1–0 | —   | 0–2 | 1–0 | —   | 0–0 | —   | —   | 0–0 | —   | —   | 2–1 | 3–1 | —   | 1–1 | —   | —   | —   | 0–0 | 0–3 | 0–1 | —   | 1–0 |
| Lanús                | 0–0 | 3–0 | 2–1 | 2–2 | 2–0 | —   | —   | —   | —   | —   | —   | —   | —   | 1–0 | —   | —   | —   | 1–0 | —   | —   | 0–2 | 3–0 | 2–1 | 2–1 | 2–1 | —   | —   | 0–1 |
| Newell's Old Boys    | 0–0 | 2–0 | 0–0 | 2–0 | 1–0 | —   | —   | —   | —   | —   | —   | 2–2 | 2–0 | —   | —   | —   | —   | —   | —   | —   | 0–1 | 0–0 | 1–0 | —   | 1–1 | —   | 1–1 | 1–0 |
| Platense             | —   | —   | 1–1 | —   | —   | 1–0 | —   | 1–1 | 0–0 | 1–0 | 1–2 | —   | —   | 0–1 | —   | 1–0 | 0–1 | 2–2 | —   | 3–0 | —   | —   | —   | 1–0 | 2–4 | 1–0 | —   | —   |
| Racing               | —   | —   | 1–3 | 2–0 | 1–1 | 0–0 | —   | 3–1 | —   | —   | —   | —   | —   | 2–1 | —   | —   | 2–1 | 0–1 | —   | —   | —   | 1–1 | 1–1 | 1–0 | 2–4 | 2–2 | —   | 2–1 |
| River Plate          | 2–1 | 1–2 | —   | —   | —   | —   | 1–0 | —   | 2–0 | 1–0 | 3–1 | 3–0 | 3–0 | —   | 2–0 | 3–1 | —   | —   | 2–1 | 2–1 | —   | —   | —   | —   | —   | —   | 1–0 | —   |
| Rosário Central      | 1–0 | 2–1 | —   | —   | —   | —   | 2–2 | 2–0 | 1–1 | 2–1 | 0–0 | 3–1 | 1–0 | —   | 1–0 | 4–1 | —   | —   | 4–0 | —   | 3–3 | —   | —   | —   | —   | —   | 1–1 | —   |
| San Lorenzo          | 0–2 | 1–0 | —   | —   | —   | —   | 1–0 | 0–0 | 0–0 | 0–0 | —   | 4–0 | 1–0 | —   | 0–0 | 2–0 | —   | —   | 1–0 | —   | 0–0 | 1–0 | —   | —   | —   | —   | 1–0 | —   |
| Sarmiento            | 2–0 | 1–0 | 4–1 | 0–0 | 3–5 | —   | —   | —   | —   | —   | —   | —   | 1–1 | 0–0 | —   | —   | —   | 0–0 | —   | —   | 0–2 | 4–1 | 0–1 | —   | 0–1 | —   | —   | 1–1 |
| Talleres             | 1–0 | 1–0 | —   | 0–1 | 3–0 | —   | 2–1 | 2–0 | —   | —   | —   | 2–2 | 1–1 | —   | 0–1 | —   | —   | —   | —   | —   | 2–1 | 3–1 | 0–0 | —   | —   | —   | 0–0 | 1–2 |
| Tigre                | 0–1 | —   | 0–0 | 1–2 | 0–1 | —   | —   | —   | —   | —   | —   | —   | —   | 1–0 | —   | —   | 2–1 | 2–2 | —   | —   | 0–1 | 2–2 | 2–0 | 1–0 | 1–3 | —   | —   | 2–1 |
| Unión de Santa Fe    | —   | —   | —   | —   | —   | 0–3 | 0–0 | —   | 1–1 | 2–0 | 2–0 | 2–0 | —   | —   | 3–0 | 0–2 |     | —   | 0–0 | 1–3 | —   | —   | —   | 0–2 | —   | 0–0 | —   | —   |
| Vélez Sarsfield      | 0–1 | 1–0 | —   | 3–3 | 0–0 | —   | 1–2 | 4–0 | —   | —   | —   | 3–1 | 1–1 | —   | 0–0 | —   | —   | —   | 1–1 | —   | 2–2 | 0–0 |     | —   | —   | —   | 0–0 | —   |

## Premiação
| Campeonato Argentino de 2023 Liga Profesional de Fútbol |
| ------------------------------------------------------- |
| River Plate Campeão (38º título)                        |

## Classificação geral

### Classificação às competições internacionais
O campeão da Liga Profissional de 2023, o campeão da Copa da Liga Profissional de 2023 e o campeão da Copa da Argentina de 2023 ganharão uma vaga na Copa Libertadores de 2024.
As vagas restantes para a Copa Libertadores de 2024, bem como para a Copa Sul-Americana de 2024, serão determinados por uma classificação acumulada da Liga Profissional de 2023 e da Copa da Liga Profissional de 2023 (com exceção dos jogos do "mata-mata"). As três melhores equipes na dita classificação que ainda não estão qualificadas para nenhum torneio internacional assegurarão vaga para a Copa Libertadores de 2024, enquanto as próximas seis equipes se qualificarão para a Copa Sul-Americana de 2024.
| Pos | Equipe             | Pts | J  | V  | E  | D  | GP | GC | SG  | Classificação ou reabaixamento               |
| --- | ------------------ | --- | -- | -- | -- | -- | -- | -- | --- | -------------------------------------------- |
| 1   | River Plate (C)    | 85  | 41 | 26 | 7  | 8  | 74 | 36 | +38 | Fase de grupos da Taça Libertadores de 2024  |
| 2   | Talleres           | 67  | 41 | 18 | 13 | 10 | 57 | 38 | +19 | Fase de grupos da Taça Libertadores de 2024  |
| 3   | Rosário Central    | 65  | 41 | 16 | 17 | 8  | 53 | 42 | +11 | Fase de grupos da Taça Libertadores de 2024  |
| 4   | San Lorenzo        | 64  | 41 | 15 | 19 | 7  | 34 | 24 | +10 | Fase de grupos da Taça Libertadores de 2024  |
| 5   | Godoy Cruz         | 63  | 41 | 16 | 15 | 10 | 51 | 41 | +10 | Segunda fase da Taça Libertadores de 2024    |
| 6   | Boca Juniors       | 62  | 41 | 18 | 8  | 15 | 50 | 40 | +10 | Fase de grupos da Copa Sul-Americana de 2024 |
| 7   | Estudiantes        | 62  | 41 | 16 | 14 | 11 | 46 | 37 | +9  | Fase de grupos da Taça Libertadores de 2024  |
| 8   | Racing             | 60  | 41 | 15 | 15 | 11 | 58 | 51 | +7  | Fase de grupos da Copa Sul-Americana de 2024 |
| 9   | Defensa y Justicia | 58  | 41 | 15 | 13 | 13 | 48 | 39 | +9  | Fase de grupos da Copa Sul-Americana de 2024 |
| 10  | Lanús              | 57  | 41 | 14 | 15 | 12 | 47 | 41 | +6  | Fase de grupos da Copa Sul-Americana de 2024 |
| 11  | Belgrano           | 57  | 41 | 15 | 12 | 14 | 40 | 44 | −4  | Fase de grupos da Copa Sul-Americana de 2024 |
| 12  | Argentinos Juniors | 54  | 41 | 14 | 12 | 15 | 50 | 45 | +5  | Fase de grupos da Copa Sul-Americana de 2024 |
| 13  | Atlético Tucumán   | 54  | 41 | 13 | 15 | 13 | 34 | 39 | −5  |                                              |
| 14  | Platense           | 54  | 41 | 14 | 12 | 15 | 39 | 45 | −6  |                                              |
| 15  | Newell's Old Boys  | 53  | 41 | 13 | 14 | 14 | 38 | 34 | +4  |                                              |
| 16  | Banfield           | 53  | 41 | 13 | 14 | 14 | 32 | 38 | −6  |                                              |
| 17  | Instituto          | 52  | 41 | 12 | 16 | 13 | 35 | 42 | −7  |                                              |
| 18  | Huracán            | 51  | 41 | 14 | 9  | 18 | 37 | 40 | −3  |                                              |
| 19  | Independiente      | 51  | 41 | 12 | 15 | 14 | 38 | 43 | −5  |                                              |
| 20  | Vélez Sarsfield    | 49  | 41 | 11 | 16 | 14 | 41 | 41 | 0   |                                              |
| 21  | Barracas Central   | 49  | 41 | 11 | 16 | 14 | 35 | 51 | −16 |                                              |
| 22  | Central Córdoba    | 48  | 41 | 12 | 12 | 17 | 31 | 44 | −13 |                                              |
| 23  | Tigre              | 47  | 41 | 12 | 11 | 18 | 35 | 42 | −7  |                                              |
| 24  | Sarmiento          | 46  | 41 | 10 | 16 | 15 | 31 | 34 | −3  |                                              |
| 25  | Unión de Santa Fe  | 46  | 41 | 9  | 19 | 13 | 29 | 38 | −9  |                                              |
| 26  | Gimnasia y Esgrima | 45  | 41 | 11 | 12 | 18 | 37 | 59 | −22 | Play off contra o rebaixamento               |
| 27  | Colón              | 45  | 41 | 10 | 15 | 16 | 40 | 51 | −11 | Play off contra o rebaixamento               |
| 28  | Arsenal de Sarandí | 35  | 41 | 9  | 8  | 24 | 28 | 49 | −21 | Rebaixado para a Primera Nacional de 2024    |

1. ↑  Arsenal rebaixado baseado no Promédio.

## Playoff de rebaixamento
| 1 de dezembro | Gimnasia y Esgrima | 1 – 0 | Colón | Estádio Marcelo Bielsa, Rosário |
| 17:00 (UTC−3) | Colazo 41'         |       |       |                                 |

## Rebaixamento pelo "Promédio"
Além do rebaixamento com base na classificação geral, inicialmente dois times seriam rebaixados no final da temporada com base no coeficiente denominado "promédio", que leva em consideração os pontos obtidos pelos clubes durante a atual temporada (Liga Profissional + Copa da Liga Profissional) e nas duas temporadas anteriores (somente as temporadas na primeira divisão são levadas em conta). No entanto, em assembleia, foi definido que apenas um clube seria rebaixado pelo "promédio". A pontuação total é então dividida pelo número de jogos disputados na primeira divisão nessas três temporadas e uma média é calculada. As duas equipes com a pior média no final da temporada serão rebaixadas para a Primera B Nacional.
| Pos. | Equipe             | 2021 | 2022 | 2023 | Pts. | J   | Promédio | Rebaixamento                              |
| ---- | ------------------ | ---- | ---- | ---- | ---- | --- | -------- | ----------------------------------------- |
| 1    | River Plate        | 75   | 76   | 85   | 236  | 120 | 1.967    |                                           |
| 2    | Boca Juniors       | 63   | 79   | 62   | 204  | 120 | 1.7      |                                           |
| 3    | Racing             | 53   | 80   | 60   | 193  | 120 | 1.608    |                                           |
| 4    | Estudiantes        | 61   | 61   | 62   | 184  | 120 | 1.533    |                                           |
| 5    | Defensa y Justicia | 59   | 65   | 58   | 182  | 120 | 1.517    |                                           |
| 6    | Talleres           | 66   | 46   | 67   | 179  | 120 | 1.492    |                                           |
| 7    | Argentinos Juniors | 51   | 67   | 54   | 172  | 120 | 1.433    |                                           |
| 8    | San Lorenzo        | 48   | 58   | 64   | 170  | 120 | 1.417    |                                           |
| 9    | Huracán            | 51   | 65   | 51   | 167  | 120 | 1.392    |                                           |
| 10   | Belgrano           | —    | —    | 57   | 57   | 41  | 1.39     |                                           |
| 11   | Vélez Sarsfield    | 70   | 46   | 49   | 165  | 120 | 1.375    |                                           |
| 12   | Gimnasia y Esgrima | 51   | 65   | 45   | 161  | 120 | 1.342    |                                           |
| 13   | Rosário Central    | 50   | 46   | 65   | 161  | 120 | 1.342    |                                           |
| 14   | Tigre              | —    | 63   | 47   | 110  | 82  | 1.341    |                                           |
| 15   | Independiente      | 58   | 51   | 51   | 160  | 120 | 1.333    |                                           |
| 16   | Godoy Cruz         | 46   | 51   | 63   | 160  | 120 | 1.333    |                                           |
| 17   | Newell's Old Boys  | 39   | 63   | 53   | 155  | 120 | 1.292    |                                           |
| 18   | Colón              | 64   | 45   | 45   | 154  | 120 | 1.283    |                                           |
| 19   | Instituto          | —    | —    | 52   | 52   | 41  | 1.268    |                                           |
| 20   | Atlético Tucumán   | 40   | 57   | 54   | 151  | 120 | 1.258    |                                           |
| 21   | Barracas Central   | —    | 53   | 49   | 102  | 82  | 1.244    |                                           |
| 22   | Banfield           | 47   | 49   | 53   | 149  | 120 | 1.242    |                                           |
| 23   | Lanús              | 56   | 36   | 57   | 149  | 120 | 1.242    |                                           |
| 24   | Unión de Santa Fe  | 53   | 49   | 46   | 148  | 120 | 1.233    |                                           |
| 25   | Platense           | 45   | 42   | 54   | 141  | 120 | 1.175    |                                           |
| 26   | Central Córdoba    | 43   | 49   | 48   | 140  | 120 | 1.167    |                                           |
| 27   | Sarmiento          | 36   | 53   | 46   | 135  | 120 | 1.125    |                                           |
| 28   | Arsenal de Sarandí | 33   | 47   | 35   | 115  | 120 | 0.958    | Rebaixado para a Primera Nacional de 2024 |

Fonte: AFA (em castelhano), LPF (em castelhano)

## Estatísticas da temporada
| Pos. | Jogador            | Clube              | Total |
| ---- | ------------------ | ------------------ | ----- |
| 1    | Pablo Vegetti      | Belgrano           | 13    |
| 1    | Michael Santos     | Talleres (C)       | 13    |
| 3    | Gabriel Ávalos     | Argentinos Juniors | 12    |
| 3    | Nicolás Fernández  | Defensa y Justicia | 12    |
| 3    | Lucas Beltrán      | River Plate        | 12    |
| 6    | Martín Cauteruccio | Independiente      | 11    |
| 6    | Adrián Martínez    | Instituto          | 11    |
| 6    | Leandro Díaz       | Lanús              | 11    |
| 6    | Alejo Véliz        | Rosario Central    | 11    |
| 6    | Mateo Retegui      | Tigre              | 11    |

| Pos. | Jogador           | Clube                 | Total |
| ---- | ----------------- | --------------------- | ----- |
| 1    | Ignacio Malcorra  | Rosario Central       | 9     |
| 2    | Pablo Solari      | River Plate           | 7     |
| 3    | Rodrigo Garro     | Talleres (C)          | 6     |
| 3    | Diego Valoyes     | Talleres (C)          | 6     |
| 5    | Lucas Gamba       | Central Córdoba (SdE) | 5     |
| 5    | David Barbona     | Defensa y Justicia    | 5     |
| 5    | Gastón Togni      | Defensa y Justicia    | 5     |
| 5    | Salomón Rodríguez | Godoy Cruz            | 5     |
| 5    | Jaminton Campaz   | Rosario Central       | 5     |
| 5    | Alan Rodríguez    | Rosario Central       | 5     |
| 5    | Michael Santos    | Talleres (C)          | 5     |